# ابی اشوه
ابی اشوه پادشاه بابل از ۱۷۱۱ تا ۱۶۸۴ پیش از میلاد می‌باشد. وی جانشین پدرش سامسو-ایلونا و نوه حمورابی پادشاه مشهور بابلی بود.